# Monstertruck

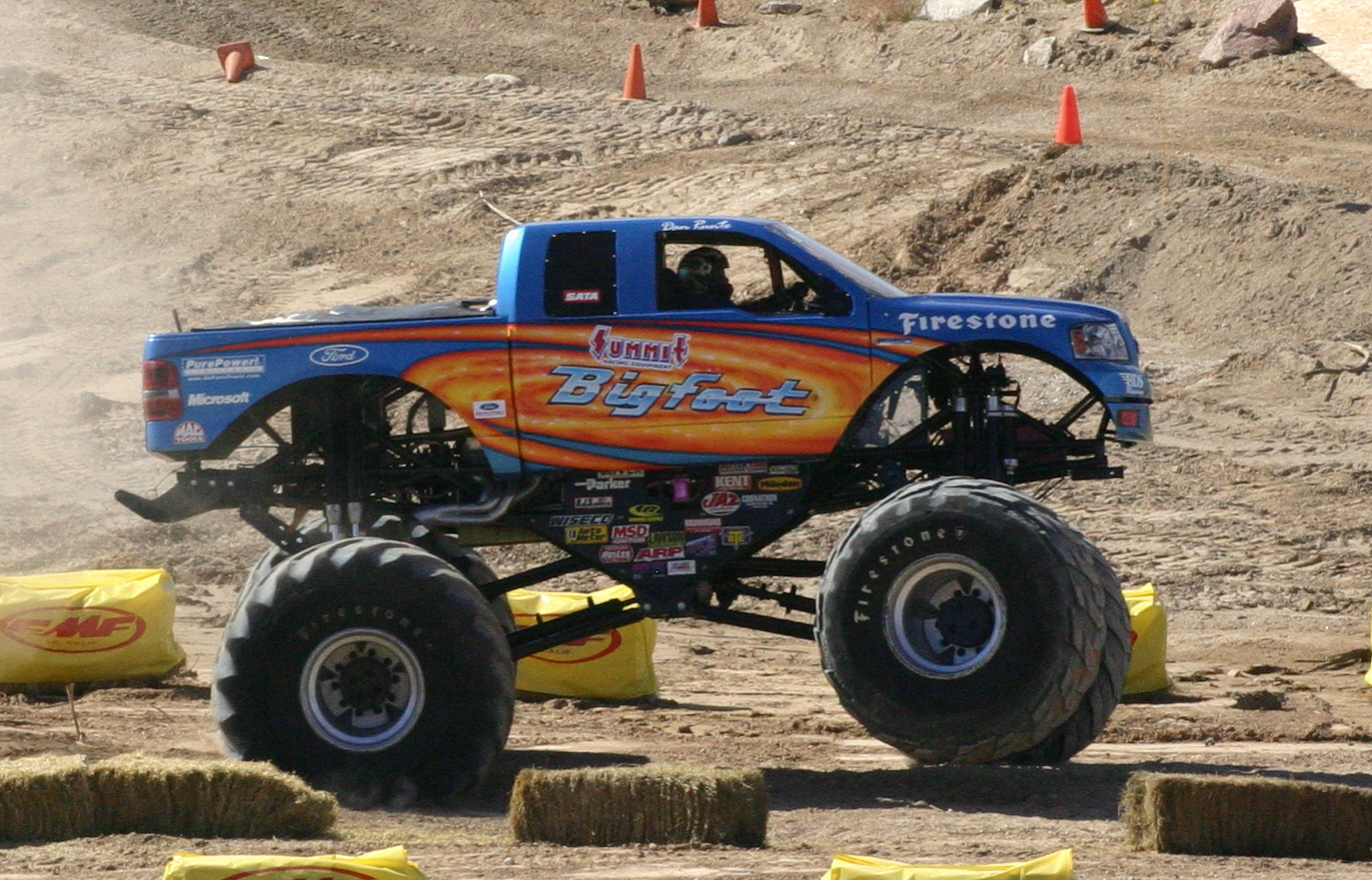
En monstertruck som kör i Arizona 2005.

En monstertruck är en ombyggd pickuplastbil med extra stora hjul, modifierad fjädring och utbytt motor. Fordonen skapas mest för underhållande tv-tävlingar av samma typ som tractorpulling. Huvudsyftet med en monstertrucktävling är att få se uppställda mindre bilar bli överkörda och totalförstörda. Fenomenet förekommer nästan uteslutande i USA och är främst knutet till det amerikanska underhållningsbolaget Field Entertainment, som producerar TV-programmet och tävlingen Monster Jam.

## Tävlingsmoment
Det finns två olika moment i en monstertrucktävling: 
- Parallellrace - där två fordon kör i bredd och tävlar om att komma först i mål på en oval bana med små gupp på raksträckan. Banan är alltid oval men körs ibland två varv.
- Freestyle - där fordonen kör över olika hinder på samma bana, som gamla personbilar, husvagnar och bussar.

## Historia
De första monstertruckarna började dyka upp i USA mot slutet av  1970-talet. Ursprungligen handlade det bara om en pickup med extra stora hjul, men efter en tid började de specialbyggas allt mer. En känd monstertruck är Grave Digger, som blev Monster Jams första "världsmästare" år 2000. Ett känt svenskt monstertruckbygge är Big Swede.